# Corazon Aquino

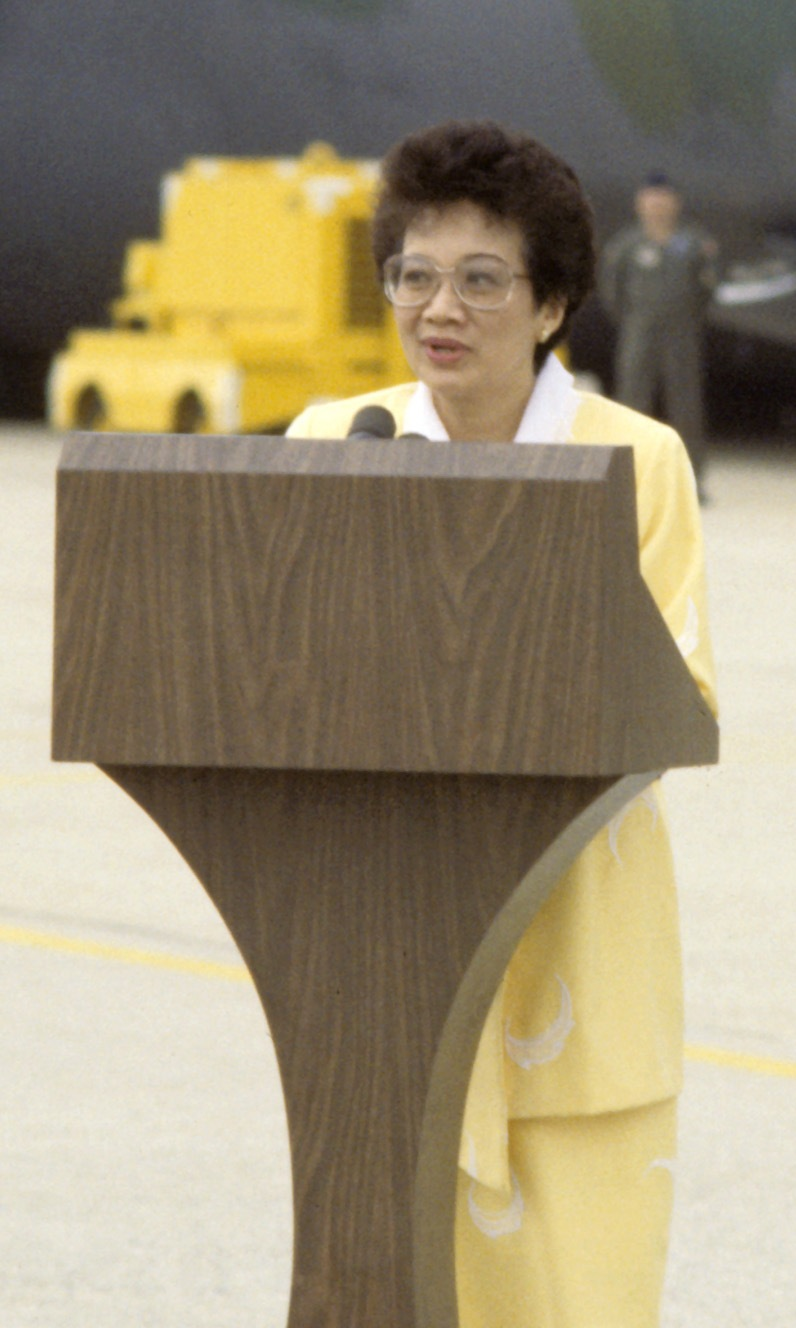
Corazon Aquino (1986)

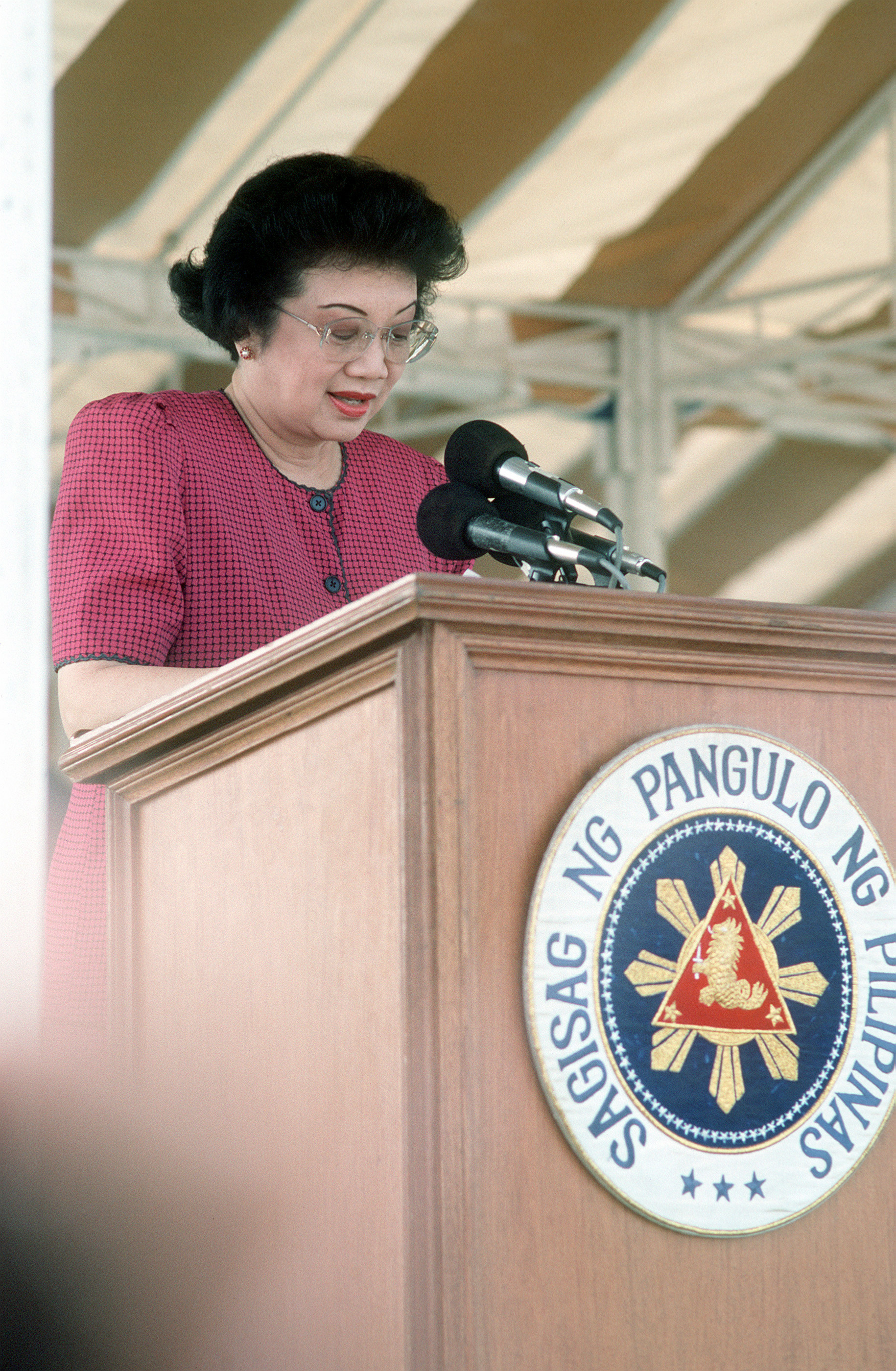
Corazon Aquino (1992)

Maria Corazon Sumulong Cojuangco Aquino (* 25. Januar 1933 in Paniqui, Provinz Tarlac; † 1. August 2009 in Makati City) war eine philippinische Politikerin und von Februar 1986 bis 1992 Präsidentin der Republik der Philippinen. Sie war weithin als Cory Aquino oder Tita Cory (‚Tante Cory‘) bekannt.

## Leben
Aquino wurde als Tochter einer der reichsten Familien des Landes geboren. Ihr Studium in den USA schloss sie mit einem BA in Französisch ab. Seit 1954 war sie mit dem populären Oppositionssenator Benigno Aquino verheiratet.
Als dieser am 21. August 1983 am Flughafen Manila bei seiner Rückkehr aus dem Exil einem Anschlag zum Opfer fiel, wurde Corazon Aquino neue Hoffnungsträgerin für die Opposition gegen die Diktatur von Ferdinand Marcos. Sie übernahm den Vorsitz des Laban-Parteibündnisses und trat gegen Marcos bei der Präsidentschaftswahl im Februar 1986 an. Sowohl der Diktator Marcos als auch die Herausforderin Aquino reklamierten danach den Sieg für sich. Bei den anschließenden wachsenden Unruhen verweigerten sowohl das Militär als auch die USA Marcos die Unterstützung. Nach den Massenprotesten vom 23./24. Februar, der EDSA-Revolution, floh Marcos am 25. Februar ins Exil in die Vereinigten Staaten. Noch am selben Tag übernahm Corazon Aquino das Präsidentenamt.
Während ihrer Präsidentschaft wurde 1987 eine neue Verfassung verabschiedet und 1988 eine Agrarreform durchgeführt. Während ihrer Amtszeit endete die US-Militärpräsenz in ihrem Heimatland. Mehrere Putschversuche von Marcos-treuen Militärs gegen ihre Regierung scheiterten. 1992 verzichtete sie zugunsten von Fidel V. Ramos auf eine Kandidatur für eine weitere Amtsperiode. Ramos wurde am 30. Juni 1992 als zwölfter Präsident der Republik der Philippinen vereidigt und blieb es bis 1998. Aquino wurde 1998 der Ramon-Magsaysay-Preis in der Kategorie Peace and International Understanding verliehen.
Am 1. August 2009 starb Aquino an den Folgen einer Darmkrebs-Erkrankung. Die damalige philippinische Präsidentin Gloria Macapagal-Arroyo, deren Rücktritt Aquino vehement gefordert hatte, würdigte sie danach als «Nationalheiligtum» und verkündete eine zehntägige Staatstrauer. Die Beisetzung fand auf dem Manila Memorial Park in Parañaque City (Metro Manila) statt.

## Sonstiges
In Münster wurde von 2020 bis 2022 ein neues Wohnheim des Studierendenwerks des Bistums Münster errichtet, das den Namen „Tita-Cory-Campus“ trägt.